# Демир, Мустафа
Мустафа Демир (тур. Mustafa Demir; 18 января 1961, Шалпазары, Трабзон — 5 августа 2025, Анкара) — турецкий архитектор и политик, член Партии справедливости и развития (AKP). Занимал пост министра общественных работ и жилищного строительства Турции с 2009 по 2011 год, а также был мэром столичного муниципалитета Самсун с 2019 по 2024 год.

## Биография
Родился в городе Шалпазары провинции Трабзон в семье из девяти детей. Его отец, Хюсейн Демир, был известным медником, прозванным «Бакырджы Хюсейн». После окончания начальной и средней школы в Трабзоне, в 1979 году поступил в Черноморский технический университет, который окончил в 1983 году по специальности «архитектура».

## Политическая карьера
С 2 ноября 2002 года по 7 июня 2015 года был депутатом Великого национального собрания Турции от провинции Самсун в 22-м, 23-м и 24-м созывах. С 1 мая 2009 по 6 июля 2011 года занимал пост министра общественных работ и жилищного строительства Турции. В 2019 году был избран мэром столичного муниципалитета Самсуна, занимал эту должность до 2024 года.

## Личная жизнь
Был женат на Юмюхан Демир, имел пятерых детей.

## Смерть
Скончался 5 августа 2025 года в возрасте 64 лет в больнице в Анкаре.